# La noche que dejó de llover
La noche que dejó de llover es una película de cine española enmarcada dentro del llamado Cine Galego dirigida por Alfonso Zarauza. Otros títulos por los que es conocida la película son Spleen y La noche de la maga y el pan.

## Argumento
Mediante un formato de Road movie, la película se desarrolla durante una noche por el interior de una mágica ciudad de piedra, Santiago de Compostela, que termina siendo también protagonista. Los caminos de Spleen (Luis Tosar) y La Rusa (Nora Tschirner) se cruzan para unir sus destinos en un viaje inesperado, tierno y surrealista. Un viaje por el interior de la ciudad, de la noche y de ellos mismos, que cambiará sus vidas para siempre.

## Galardones
- Premio al guion en Festival de Cinema Latino de Los Ángeles.

- Datos: Q5967568